# Voetbalkampioenschap van het Opper-Ertsgebergte 1927/28
In 1927/28 werd het vijfde voetbalkampioenschap van het Opper-Ertsgebergte gespeeld, dat georganiseerd werd door de Midden-Duitse voetbalbond. DSC Weipert werd kampioen en plaatste zich zo voor de Midden-Duitse eindronde. De club verloor met 12:0 van SuBC Plauen.

## Gauliga
| Plaats | Club                 | Wed. | W | G | V | Saldo | Ptn.  |
| ------ | -------------------- | ---- | - | - | - | ----- | ----- |
| 1.     | DSC Weipert          | 14   |   |   |   | 59:22 | 24:4  |
| 2.     | VfB 1912 Geyer       | 14   |   |   |   | 52:23 | 19:9  |
| 3.     | VfB 1909 Annaberg    | 14   |   |   |   | 43:27 | 19:9  |
| 4.     | BC 1913 Jahnsbach    | 14   |   |   |   | 50:26 | 17:11 |
| 5.     | SV 1911 Bärenstein   | 14   |   |   |   | 26:40 | 14:14 |
| 6.     | BV 1908 Thum         | 14   |   |   |   | 23:45 | 9:19  |
| 7.     | BC Ehrenfriedersdorf | 14   |   |   |   | 20:47 | 6:22  |
| 8.     | VfR Buchholz         | 14   |   |   |   | 22:65 | 4:24  |

|  | Kampioen, geplaatst voor Midden-Duitse eindronde |